# کی‌بی‌ام
دفتر طراحی مهندسی مکانیک یا به اختصار کی‌بی‌ام (روسی: КБ Машиностроения, КБМ) یکی از پیشروترین مراکز طراحی، تحقیقات و تولید تجهیزات نظامی روسیه است.

## تخصص
- سامانه پدافند هوایی همراه
- سامانه‌های موشکی ضد تانک
- سامانه‌های موشکی عملیاتی تاکتیکی
- مجتمع های حفاظت فعال